# Rajmohan Gandhi
Rajmohan Gandhi, né en 1935, est un journaliste, écrivain, homme politique et professeur de sciences politiques indien. Sa particularité est d’être à la fois l’un des petits-fils Mahatma Gandhi et un petit-fils de C. Rajagopalachari, personnalité du Congrès national indien et seul Indien à avoir été gouverneur général de l'Inde (de 1948 à 1950). À l'instar de ces derniers, il s’est engagé, y compris en politique, en faveur d'une démocratie pacifique, intègre et respectueuse de la dignité de chaque individu. Il est l’auteur de nombreux ouvrages portant sur les figures de la lutte pour l'indépendance indienne, le drame de la partition de l'Inde et les relations entre hindous et musulmans.

## Origines familiales et formation
Le père de Rajmohan Gandhi, Devdas Gandhi, était le plus jeune fils du Mahatma Gandhi et de son épouse Kasturbai. La mère de Rajmohan Gandhi, Lakshmi, était quant à elle la fille de Chakravarti Rajagopalachari, un brillant avocat tamoul qui fut l’un des principaux animateurs du Parti du Congrès et à qui l’on confia le poste de chef de l’État indien au départ du dernier gouverneur général britannique Lord Mountbatten. Devdas Gandhi était journaliste et devint le directeur et rédacteur en chef du grand quotidien de Delhi Hindustan Times. Rajmohan Gandhi poursuivit sa scolarité au collège Saint-Étienne à New Delhi. Voulant être lui aussi journaliste, il suivit en 1956 un stage long au Scotsman, quotidien d'Édimbourg. À cette occasion, il entra en contact avec les idées d'Initiatives et Changement dans lesquelles il reconnut celles du Mahatma Gandhi et qui auront une profonde influence sur lui.

## Carrière professionnelle

### Premières années et professorat
Pendant les années 1960 et 1970, il s’engage en faveur du dialogue entre les communautés religieuses en conflit, contre la corruption et pour une démocratie exemplaire en Inde, avec en particulier à l’esprit le besoin de réparation et de réintégration dans la vie publique des harijan ou intouchables. Dans cet esprit, il mène avec Initiatives et Changement une marche à travers l’Inde et fonde avec un groupe d'Indiens un centre de rencontres baptisé Asia Plateau, à Panchgani, dans les montagnes du Maharashtra au-dessus de Pune. Ce centre, installé sur domaine de 28 hectares, est doublé d’une ferme-modèle et a démontré des méthodes de reforestation. Il comporte une ferme modèle, Granpari, qui délivre des formations aux populations rurales des environs sur l’hygiène, l’économie de combustible, les méthodes agraires mais aussi la démocratie locale. De 1964 à 1981, Rajmohan Gandhi publie en outre depuis Mumbai un hebdomadaire, Himmat (courage en hindi), afin de populariser son combat. Depuis cette tribune, il s'oppose notamment à Indira Gandhi pendant la période de l’État d'urgence (1975-1977) où les institutions démocratiques indiennes sont suspendues.
Après un passage en politique (voir paragraphe suivant), Rajmohan Gandhi renoue quelque temps avec le journalisme De 1985 à 1987, il  a été le rédacteur en chef du quotidien The Indian Express à Chennai (Madras).
Puis il devient professeur-chercheur au sein d’un think-tank de la Nouvelle Delhi, le Centre for Policy Research.
Enfin, il se consacrera entièrement et définitivement à l'enseignement universitaire et à l'écriture (voir les paragraphes suivants).

### L’état d’urgence et la carrière politique
En 1975, le premier ministre Indira Gandhi suspend les institutions démocratiques et proclame l'état d'urgence. Rajmohan Gandhi s’oppose avec beaucoup de virulence à ce coup d'état, notamment dans les colonnes de son journal Himmat. Cet épisode détermine sa décision d’entrer en politique, même si son vœu d’intégrité peut le desservir par rapport à des candidats moins scrupuleux pratiquant l’achat de voix.
En 1989, il se présente aux élections législatives (Lok Sabha) à Amethi contre Rajiv Gandhi, mais, après une élection en partie invalidée, ne gagne pas. Il entre en revanche au Sénat indien (Rajya Sabha) l’année suivante. De 1990 à 1992 il préside le comité conjoint du Lok Sabha et du Rajya Sabha en faveur de l’amélioration des conditions de vie des populations intouchables et tribales (Scheduled Castes and Scheduled Tribes en langage constitutionnel indien, harijan (intouchables) et adivasis (indigènes) en langage courant). Il conduit la délégation indienne à la Commission des Droits de l'Homme à Genève en 1990.
Le 21 février 2014, il adhère au Aam Aadmi Party (Parti de l'Homme ordinaire, fondé pour lutter contre la corruption) et se présente aux élections législatives indiennes dans la circonscription de Delhi-est mais n'est pas élu.

### Carrière universitaire
Par la suite, il répond à la demande de l'université d'Urbana-Champaign (Illinois) où il devient professeur de sciences politiques au Centre d’étude d’Asie du Sud et du Proche-Orient (Center for South Asian and Middle Eastern Studies) de 1997 à 2012, et où il continue à enseigner comme professeur associé dans les années qui suivent et il s'installe aux États-Unis. Faisant de nombreux séjours en Inde, il est aussi professeur à l’Institut indien de technologie de Gandhinagar. Après sa retraite définitive dans les années 2010, il se retire auprès de l'une de ses filles dans le Connecticut.

### Autres engagements
- Membre du jury du prix international Nuremberg pour les Droits de l'Homme. (Ce prix est décerné tous les deux ans par la ville de Nuremberg à des personnalités qui se sont illustrées dans la défense des droits de l'Homme[8].)
- Vice-président du Centre for Dialogue & Reconciliation de Gurgaon, en Inde. Ce centre milite pour la résolution par le dialogue des tensions inter-ethniques en Asie du sud[9].
- Président de l’association internationale Initiatives et Changement en 2009 et 2010.

## L’auteur
En parallèle de ses engagements politiques, civiques ou académiques, Rajmohan Gandhi est un auteur prolifique et reconnu, qui a sans cesse approfondi par de nouvelles recherches historiques les thèmes chers à son cœur : la lutte pour l'indépendance indienne, le drame de la partition de l'Inde et les relations entre hindous et musulmans. Son premier grand ouvrage a été la biographie de son grand père C. Rajagolapachari, intitulé Rajaji: A Life, a biography of Chakravarti Rajagopalachari, qui a été distingué par un prix de la Sahitya Akademi. Il est également l'auteur d'une biographie remarquée de son autre grand-père le Mahatma Gandhi, Mahatma Gandhi, Mohandas: A True Story of a Man, His People and an Empire, ouvrage couronné par le prix biennal du Congrès indien d’histoire en 2007.

### Livres
- A writer's duty (Le Devoir d’un écrivain) (Grosvenor Books, Londres, 1977) extraits de ses articles dans  l’hebdomadaire Himmat (Courage), particulièrement durant la période de l'état d'urgence ; le titre est une allusion au discours préparé par Soljenitsyne pour son prix Nobel qui se réfère lui-même au discours de Suède d’Albert Camus[10].
- Eight Lives: A Study of the Hindu-Muslim Encounter ("Huit vies : une étude de la rencontre entre les hindous et les musulmans")(State University of New York Press, 1986). Les huit personnages étudiés sont  Sayyid Ahmed Khan (1817-1898, Fazlul Huq (1873-1962), Muhammad Ali Jinnah (1876-1948), Muhammad Iqbal (1876-1938), Muhammad Ali (1878-1931), Abul Kalam Azad (1888-1958), Liaquat Ali Khan (1895-1951), et Zakir Husain (1897-1969. Réédité en 2003 sous le titre de Understanding the Muslim Mind (voir plus bas).
- India Wins Errors: A Scrutiny of Maulana Azad's "India Wins Freedom" (L’Inde gagne des erreurs, une étude critique du livre de Maulana Azad L’Inde gagne la liberté) (Sangam Books Ltd, 1990). Abul Kalam Azad, aussi connu sous le nom de Maulana Azad, est un des leaders du combat pour l’indépendance de l’Inde. Rajmohan Gandhi relève plusieurs inexactitudes dans ses mémoires, souvent prises pour argent comptant par les historiens, et met en évidence plusieurs zones d'ombre liées à la grande ambition personnelle de ce personnage illustre.
- The Good Boatman: A Portrait of Gandhi, (Le bon navigateur : un portrait de Gandhi) (Penguin Books India, 1995), premier livre sur son grand-père, traduit en chinois et paru en 1999 à Beijing.
- Patel: A Life, a biography of Vallabhbhai Patel (1875-1950) (Patel : une vie), biographie du vice-premier-ministre indien de 1947 à 1950 (Navajivan, Ahmedabad, 1990);
- Rajaji: A Life, a biography of Chakravarti Rajagopalachari (1878-1972), (Penguin, 1997); (Rajaji: une vie, biographie détaillé de son grand-père maternel, un des principaux leaders du mouvement pour l'indépendance et premier Indien à gouverner toute l'Inde - de 1948 à 1950), ouvrage couronné par le prix de la Sahitya Akademi, l'Académie indienne (Penguin Books India, 2000).
- Revenge & Reconciliation: Understanding South Asian History (Revanche et réconciliation : comprendre l'Histoire de l'Asie du Sud), (Penguin, 1999);
- Understanding the Muslim Mind ("Comprendre l'esprit musulman") (Penguin Books India, 2003,  (ISBN 0140107800)), édition revue de son ouvrage de 1986 ("Huit vies", voir plus haut).
- Ghaffar Khan: Nonviolent Badshah of the Pakhtuns (Penguin 2004); biographie d'un leader pashtoun non-violent.
- Mahatma Gandhi, Mohandas: A True Story of a Man, His People and an Empire, ouvrage couronné par le prix biennal du Congrès indien d’histoire en 2007 et traduit en plusieurs langues dont le français (Gandhi : sa véritable histoire par son petit-fils, Buchet-Chastel, 2008).
- A Tale of Two Revolts: India 1857 & the American Civil War (« Une histoire de deux révoltes : L'Inde en 1857 et la guerre de Sécession américaine ») (New Delhi: Penguin India, 2009), études parallèles de deux révoltes du XIXe siècle, quasi simultanées, dans deux parties du monde très éloignées.
- Punjab. A History from Aurangzeb to Mountbatten, (Aleph Book Company 2013), l'histoire du Penjab (province aujourd'hui divisée par la partition de l'Inde en 1947), depuis la mort de l'empereur Aurangzeb jusqu'à ladite partition.
- Understanding the Founding Fathers: An Enquiry into the Beginnings of the Indian Republic (Aleph Book Company, 2016).
- Modern South India - A History from the 17th Century to our Times (Aleph Book Company, 2017).
- India After 1947: Reflections & Recollections, (Rupa & Co, 2022) Réflexions sur l'Inde et les problèmes auxquels elle doit faire face, écrit à l'occasion des 75 ans de la partition de l'Inde en 1947.
- Fraternity; Constitutional Norm and Human Need, (Speaking Tiger Books, 2024), 166 pages,  (ISBN 9789354477003)

### Articles
(Liste non exhaustive)
- Dimpacting each other: Reflections on the US-India relationship, Comparative American Studies, 12(1-2), 1-5. https://doi.org/10.1179/1477570014Z.00000000061 (2014)
- Protecting the sabarmati ashram, Economic and Political Weekly, 2021, 56(32), 4, avec Shah, P., Devy, G. N., Patwardhan, A., Punyani, R., & Parikh, G. G. (2015)
- Response to Arundhati Roy, Economic and Political Weekly, 50(30), 83-85
- Independence and social justice: The Ambedkar-Gandhi Debate, Economic and Political Weekly, 50(15), 35-44.
- Gandhi and Punjab. In Gandhi's Moral Politics (pp. 35-56). Taylor and Francis, 2017  https://doi.org/10.4324/9781351237222

## Distinctions
- Doctorat de droit honoris causa de l'Université de Calgary (Canada) (1997)
- Doctorat de philosophie honoris causa de l’université Obirin, de Tokyo (1997)
- International Humanitarian Award (Human Rights) de la ville de Champaign (2004)
- Doctorat honoris causa de sciences sociales  (Humanities) de Michigan State University (2016)